# Guettarda rhabdocalyx
Guettarda rhabdocalyx är en måreväxtart som beskrevs av Johannes Müller Argoviensis. Guettarda rhabdocalyx ingår i släktet Guettarda och familjen måreväxter. Inga underarter finns listade i Catalogue of Life.